# Knipowitschia caucasica
Caucasian dwarf goby (Knipowitschia caucasica) là một loài cá thuộc họ Gobiidae. Nó được tìm thấy ở Armenia, Azerbaijan, Bulgaria, Hy Lạp, Iran, Kazakhstan, România, Nga, Thổ Nhĩ Kỳ, Vương quốc Anh, Ukraina, và Uzbekistan.

## Hình ảnh

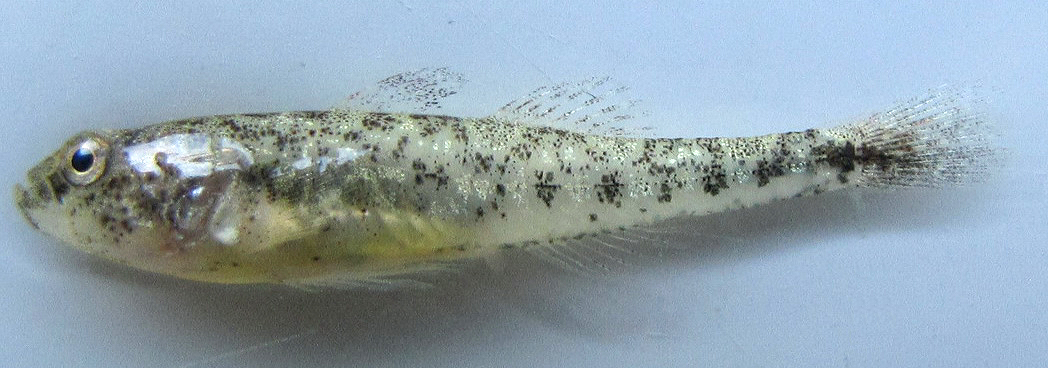